# Реус Степан Никифорович
Степан Никифорович Реус (3 грудня 1932, місто Чернівці — 10 липня 1990, місто Івано-Франківськ) — український радянський діяч, 1-й секретар Івано-Франківського міського комітету КПУ. 

## Життєпис
Народився в родині робітника.
У 1956 році закінчив Київський політехнічний інститут.
У 1956—1957 роках — технолог ливарного виробництва, в 1957—1958 роках — старший майстер ливарного виробництва, в 1958—1965 роках — начальник ливарного цеху, в 1965—1967 роках — секретар партійного комітету Станіславського (Івано-Франківського) локомотиворемонтного заводу.
Член КПРС з 1959 року.
З березня 1967 по 1969 рік — секретар Івано-Франківського міського комітету КПУ.
У 1969 — 4 лютого 1975 року — 1-й секретар Івано-Франківського міського комітету КПУ.
У 1975—1979 роках — завідувач технологічного відділу, головний металург спеціального конструкторського бюро ливарних автоматичних ліній заводу «Автоливмаш», головний інженер Івано-Франківського ремонтно-механічного заводу.
У 1979—1984 роках — генеральний директор виробничого об'єднання «Геофізприлад» у місті Івано-Франківську. Вийшов на пенсію за станом здоров'я.
З 1984 року — персональний пенсіонер республіканського значення в місті Івано-Франківську.
Помер 10 липня 1990 року в місті Івано-Франківську.

## Нагороди
- два ордени Трудового Червоного Прапора
- медалі